# Simultanschule
Simultanschule oder Gemeinschaftsschule (juristische Bezeichnung in Nordrhein-Westfalen ist „Gemeinschaftsschule“, in Niedersachsen „Schule für Schülerinnen und Schüler aller Bekenntnisse“) werden Bildungseinrichtungen genannt, in denen Schüler unabhängig von ihrer Religionszugehörigkeit gemeinsam unterrichtet werden. Im Gegensatz dazu stehen konfessionell gebundene Schulen, die als Konfessions- oder Bekenntnisschulen (in Niedersachsen „Schule für Schülerinnen und Schüler des gleichen Bekenntnisses“) bezeichnet werden.
Der Begriff Gemeinschaftsschule, der im Fall der Simultanschule eine Schule bezeichnet, an der Religion als ordentliches Lehrfach unterrichtet wird, wird außerhalb Nordrhein-Westfalens mit anderer Bedeutung verwendet, siehe Artikel Gemeinschaftsschule.

## Geschichte
Im Zeitalter der Konfessionalisierung wurde in zahlreichen Schulprojekten die Trennung der Konfessionen zunächst nicht prinzipiell durchgesetzt. Nach Abschluss des Westfälischen Friedens führten das Prinzip Cuius regio, eius religio und die Grundsätze des Augsburger Reichs- und Religionsfriedens dazu, dass im römisch-deutschen Reich Schulen in der Regel konfessionell getrennt wurden. Spätestens nach dem Trienter Konzil scheiterten die meisten Simultanschulen. Ein Beispiel einer damals funktionierenden Simultanschule ist hingegen das Gymnasium Carolinum in Osnabrück, für das im 16. Jahrhundert Schulverträge geschaffen wurden, in denen den Konfessionen nach möglichst paritätischen Grundsätzen Zugeständnisse gemacht wurden. Erst die Schaffung konfessionell gemischter Staaten nach dem Ende des Heiligen Römischen Reiches deutscher Nation 1806 führte zur Neugründung von Simultanschulen. So wurde beispielsweise 1817 im Herzogtum Nassau durch Karl Adolph Gottlob Schellenberg die Simultanschule eingeführt. Baden führte sie 1868 (fakultativ) bzw. 1876 (obligatorisch) und Hessen-Darmstadt 1874 ein.
Der Begriff der Simultanschule war bis in die Zeit der Weimarer Republik gebräuchlich. Seit etwa 1938 wird in Deutschland meist von der „Gemeinschaftsschule“ beziehungsweise der „bekenntnisfreien Schule“ im Gegensatz zur Konfessionsschule (Bekenntnisschule) gesprochen. Nach dem Zweiten Weltkrieg kam es zu heftigen Auseinandersetzungen darüber, welche der beiden Schulformen „verfassungsrechtliche Regelschule“ werden würde. Diese Fragen wurde in verschiedenen Ländern unterschiedlich beantwortet. Als 1954 in Niedersachsen die Gemeinschaftsschule statt der Bekenntnisschulen als Regelschule eingeführt wurde, war der Widerstand vonseiten der Katholischen Kirche noch groß; Mitte der 1960er Jahre wurde der politische Druck zu ihrer Abschaffung aber immer größer, sodass 1967 in Baden-Württemberg (nur auf einem Teil des Staatsgebietes gab es noch Konfessionsschulen) und Rheinland-Pfalz sowie 1968 in Bayern trotz Protesten beschlossen wurde, die Konfessionsschulen in Gemeinschaftsschulen umzuwandeln. Die Haltung der katholischen Kirche lockerte sich allmählich Ende der 1960er Jahre auch im Zuge der Reformen des Zweiten Vatikanischen Konzils.
Derzeit spielen Konfessionsschulen (abgesehen vom Religionsunterricht bzw. Schulen in kirchlicher Trägerschaft) nur noch in Nordrhein-Westfalen und Niedersachsen eine wichtige Rolle.
In einigen niedersächsischen Gemeinden, genauer gesagt den katholischen Regionen des ehemaligen Landes Oldenburg, ergeben sich Problemstellungen, da Grundschulen überwiegend oder ausschließlich katholische Bekenntnisschulen sind, die nur einen gewissen Anteil nicht-katholischer Schüler aufnehmen. Grundschulen für Schüler aller Bekenntnisse können dann schlecht erreichbar sein. Für das Gebiet des ehemaligen Landes Oldenburg gibt es darüber hinaus spezielle gesetzliche Normen, welche die Umwandlung von Bekenntnisschulen in Gemeinschaftsschulen schwierig gestalten. Inzwischen wurde das Schulgesetz mehrmals geändert; trotzdem kommt es nach Ansicht von Kritikern zu Diskriminierung nicht-katholischer Schüler.
In Nordrhein-Westfalen ist die Gemeinschaftsschule als Schulart für Grundschulen und Hauptschulen in der Landesverfassung (Art. 12 Abs. 3 und 4 LV NRW) verankert, allerdings neben Bekenntnisschulen und Weltanschauungsschulen. Diese sogenannte weltanschauliche Gliederung des Schulwesens könnte nur durch eine Verfassungsänderung beseitigt werden.